# Krosno tkackie

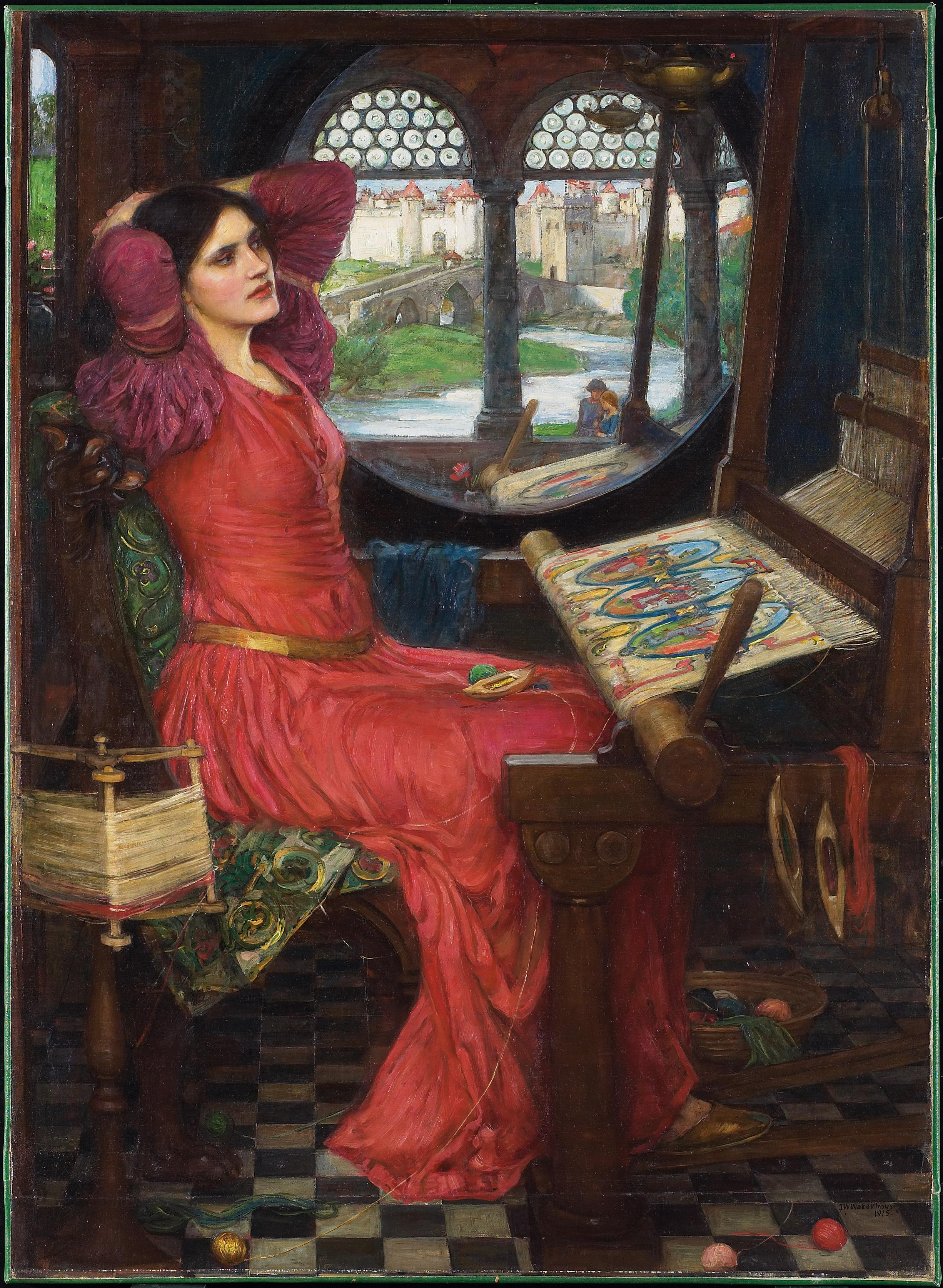
Pani z Shalott przy krosnach – obraz pędzla Johna Williama Waterhouse’a, 1915.

Krosno tkackie – urządzenie, mechaniczne (maszyna) lub ręczne, do wytwarzania (produkcji) tkanin. Tkanina powstaje przez połączenie dwóch, prostopadłych do siebie, układów nitek (osnowy i wątku) według odpowiedniego splotu. Surowcem do produkcji tkanin jest przędza tkacka.

## Historia
Ludowe tkactwo we wszystkich częściach Polski, ma bardzo stare tradycje. O genezie jego, wobec braku źródeł archiwalnych, trudno powiedzieć coś pewnego. Najwcześniejsze wzmianki w literaturze, wspominające o tkaninach ludowych nawiązują do XVIII w. Tkactwem zajmowały się głównie kobiety, przekazując sobie wiedzę ustnie. W opowiadaniach starych ludzi z regionu opoczyńskiego tkanie występowało jako bardzo ważne zajęcie ich matek i babek, zrośnięte z ich życiem, co sugeruje długowieczność tej tradycji. Tkactwo może sięgać nawet wczesnego średniowiecza, co potwierdzają odkrycia archeologiczne w Gdańsku.

## Budowa

Krosno tkackie – schemat powstawania tkaniny:
1. Wałek osnowowy
2. Nawój osnowowy
3. Osnowa
4. Przewał
5. Czujnik osnowowy
6. Struna nicielnicowa
7. Krzywki nicielnicowe
8. Dźwignie nicielnicowe
9. Wałek nicielnicowy
10. Pokrywa bidła
11. Płocha
12. Belka bidła
13. Podpora bidła
14. Czółenko
15. Tkanina
16. Przedpiersień
17. Wałek tarkowy
18. Wałek tkaninowy
19. Zwój tkaniny
20. Wał wykorbiony
21. Bidłowód
22. Przesmyk

Na szkielecie złożonym z dwóch ścian bocznych, połączonych łącznikami poprzecznymi, zamontowane są podstawowe mechanizmy krosna:
- zasilający – podający osnowę (na rys. elementy 1, 2, 3, 4)
- przesmykowy – tworzący przesmyk (6, 7, 8, 9, 22)
- przerzutowy – wprowadzający wątek (na rys. nie pokazany)
- bidłowy – dociskający wątek do krawędzi tkaniny (10, 11, 12, 13, 20, 21).
- odbiorczy – odbierający utworzony odcinek tkaniny (17, 18, 19)
- napędowy – napędzający wszystkie pozostałe mechanizmy (na rys. nie pokazany)

Ponadto:
- czujnik osnowowy – zatrzymuje pracę krosna w momencie zerwania się nitki osnowy (5)
- czujnik wątkowy – zatrzymuje pracę krosna gdy zerwie się (lub skończy) wątek (na rys. nie pokazany)
- inne mechanizmy:
  1. mechanizm płochy uchylnej lub zderzakowy, w krosnach czółenkowych, zabezpieczający czółenko przed przybiciem w przesmyku, lub pełniący podobną funkcję, czujnik niedolotów w krosnach chwytakowych
  2. rozpinki – dwa zespoły uiglonych pierścieni, umieszczone po obu stronach tkaniny. Rozpinki utrzymują krawędź tkaniny na określonej, stałej wysokości oraz napinają tkaninę poprzecznie
  3. listwy, rolki lub grzebienie zamontowane na pokrywie bidła, zabezpieczające czółenko lub chwytak przed wypadnięciem z przesmyku
  4. różnej konstrukcji osłony zabezpieczające ruchome części mechanizmów
  5. sygnalizacyjne – informujące np. o zerwanej nitce osnowy lub wątku.

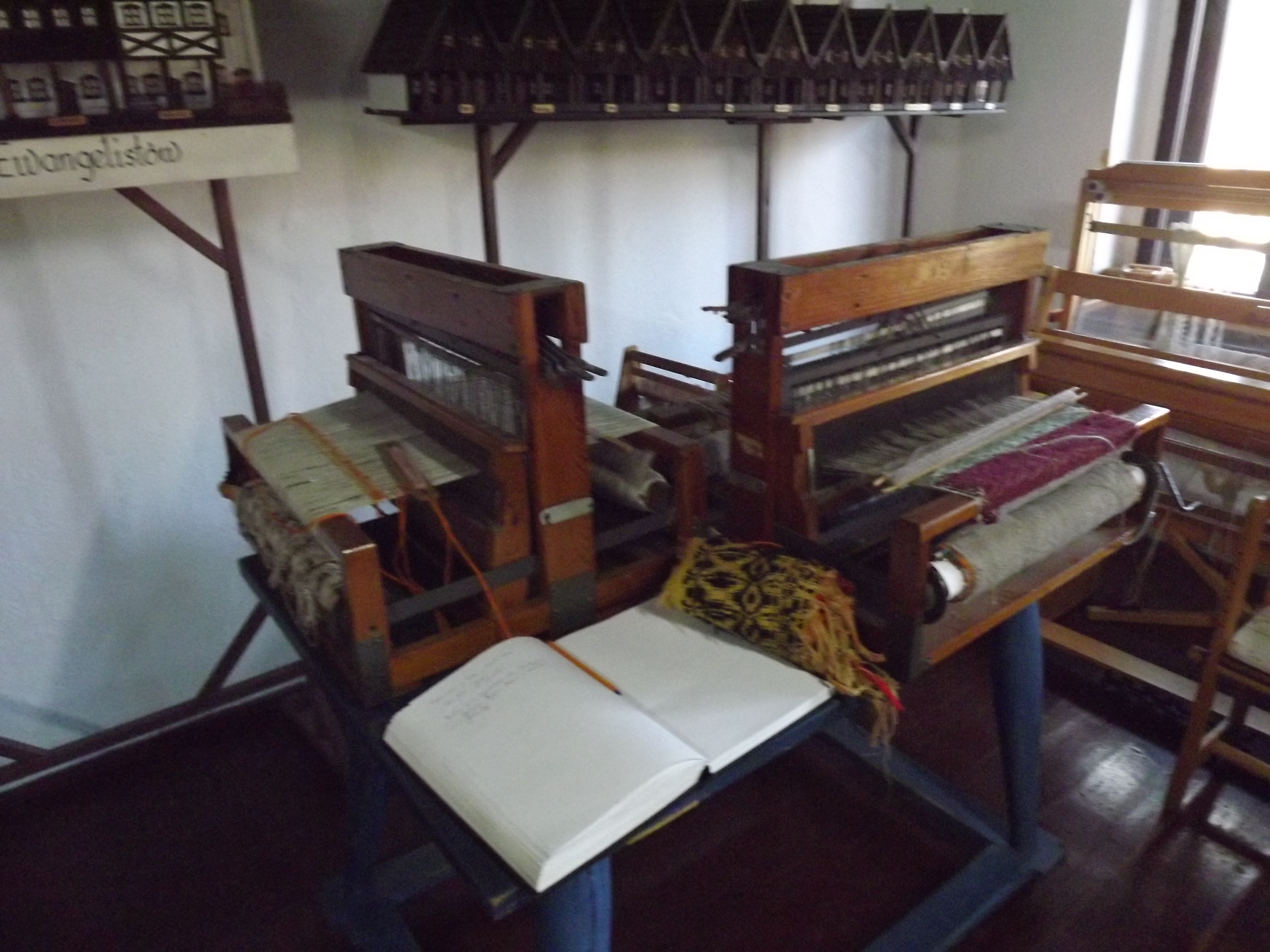
Krosna tkackie ręczne w izbie tkackiej w Chełmsku Śląskim

## Podział
Krosna tkackie dzielą się ogólnie na:
- Krosna ręczne (warsztaty tkackie) – budowane i wykorzystywane już w prehistorii, ale i dziś wykorzystywane przez twórców ludowych i artystów do tworzenia tkanin ludowych czy artystycznych
- Krosna mechaniczne – służące do przemysłowego tworzenia tkanin.

Zależnie od sposobu wprowadzania wątku do przesmyku, krosna dzielą się na:
- Krosna czółenkowe – czółenko jest magazynem i przenośnikiem wątku. Wątek odwijany z nawoju wewnątrz czółenka, wprowadzany jest na przemian raz z jednej, raz z drugiej strony tkaniny (teoretycznie nitka bez końca), Rozróżnia się tu dwa typy:
  1. krosna mechaniczne z ręczną wymianą wątku
  2. krosna z automatyczną wymianą wątku (krosna automatyczne)

W obu powyższych przypadkach występują:
  1. krosna jednoczółenkowe do produkcji tkanin jednobarwnych ewentualnie w kolorowe pasy wzdłuż osnowy
  2. krosna wieloczółenkowe do tkanin barwnie tkanych (zarówno po osnowie, jak i po wątku – krata)
- Krosna bezczółenkowe – wątek zmagazynowany jest w nawoju krzyżowym, stożkowym, a przenośnikiem są chwytaki, rapiery, sprężone powietrze lub kropla wody. Wśród nich rozróżniamy:
  1. krosna chwytakowe – przenośnikiem są niewielkie metalowe chwytaki. Na przemian pracuje ich kilkanaście na jednym krośnie. Pojedynczy chwytak przenosi koniec nitki wątku, z lewej strony tkaniny na prawą, następnie jest przenoszony przez transporter na lewą stronę, a w tym czasie cykl powtarza się z innymi chwytakami. Wątek jest wprowadzany tylko z jednej strony, po czym jest obcinany. Aby taka tkanina się nie rozsypała końce wątku są zaplatane przez specjalny aparat krajkowy
  2. krosna rapierowe – przenośnikiem są dwa rapiery wprowadzane do przesmyku z obydwu stron tkaniny. Jeden podaje początek nitki wątku do połowy szerokości tkaniny, drugi przechwytuje go i przenosi do końca szerokości tkaniny. Wątek odwijany jest z nawoju krzyżowego. Podobnie jak w poprzednim przypadku brzegi tkaniny muszą być odpowiednio splatane

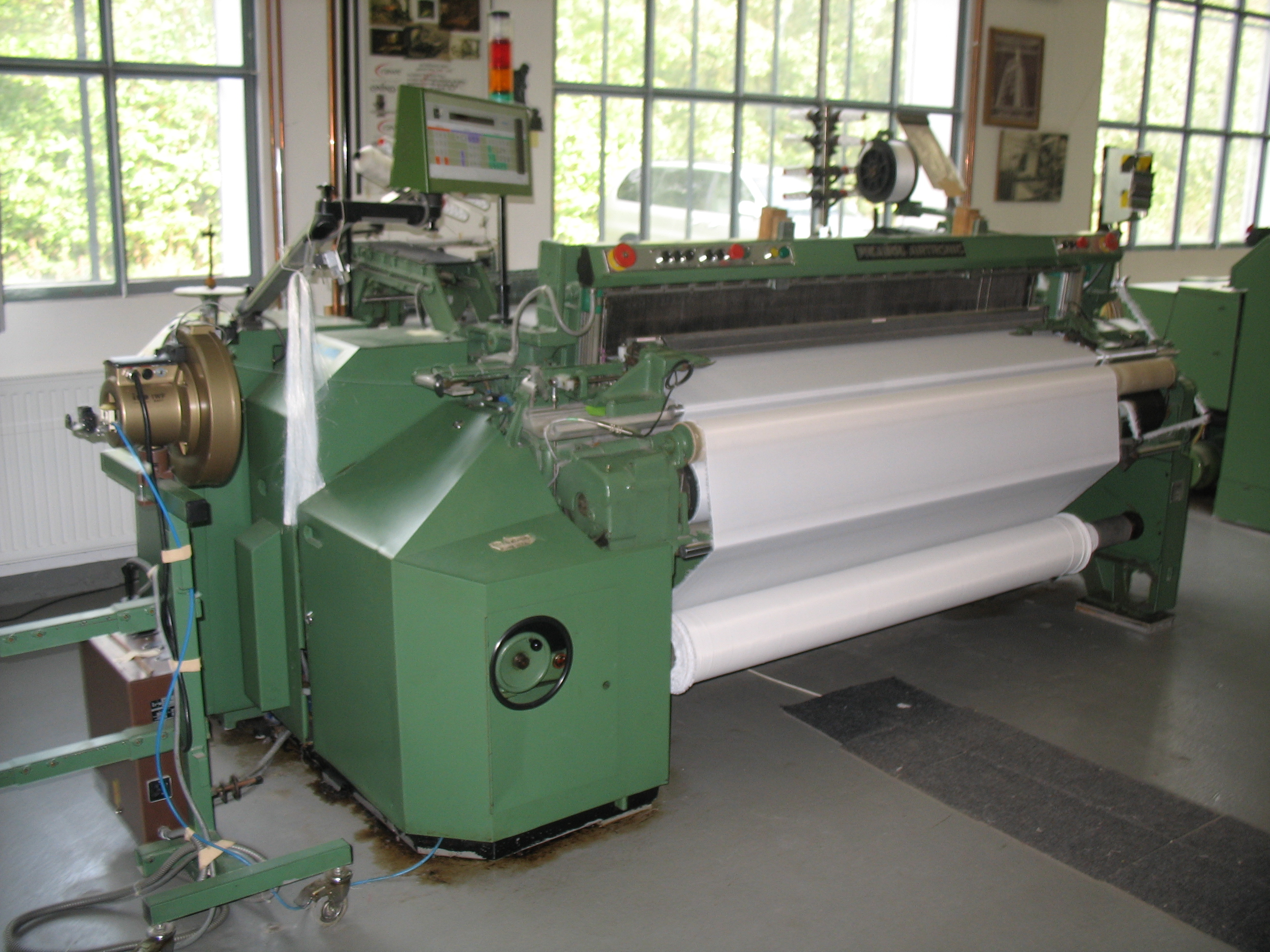
Krosno pneumatyczne

- 1. krosna pneumatyczne – przenośnikiem jest sprężone powietrze. Wątek jest odwijany z nawoju krzyżowego i wdmuchiwany do przesmyku przez odpowiednią dyszę. Brzegi tkaniny są specjalnie splatane w celu ich wzmocnienia. Bardzo wydajne, wadą jest ograniczona szerokość tkanin
  2. krosna hydrauliczne – przenośnikiem jest sprężone powietrze i woda Tkanina powstaje w prawie identyczny sposób jak na krośnie pneumatycznym. Krosna mają również prawie identyczną konstrukcję. Stosowane do produkcji tkanin z surowców syntetycznych. Bardzo wydajne
  3. krosna pneumo–rapierowe – to połączenie mechanizmów krosna rapierowego i pneumatycznego. Lewy rapier, podający pracuje z nadciśnieniem, prawy, odbierający pracuje z podciśnieniem. Wątek jest podawany (wdmuchiwany) przez lewy rapier i odbierany (zasysany) przez prawy rapier. Mało popularne.

W zależności od szerokości roboczej rozróżnia się krosna:
- tasiemkarskie – szerokość tkaniny do 0,6 m
- wąskie – szerokość tkaniny do 1,6 m
- szerokie – szerokość tkaniny do 24 m.

Dodanie dodatkowych mechanizmów daje szereg typów krosien specjalnych:
- krosna do tkanin pętelkowych
- krosna do tkanin pluszowych
- krosna do tkania dywanów
- krosna do produkcji tasiemek, wstążek itp.

Ponadto, stosuje się jeszcze podział na:
- krosna płaskie – wytwarzana tkanina ma postać wstęgi
- krosna okrągłe – wytwarzana tkanina ma postać rękawa (rury)
- krosna lekkie – do produkcji tkanin delikatnych
- krosna ciężkie – do produkcji tkanin wielowarstwowych i technicznych.